# Rolando Villazón

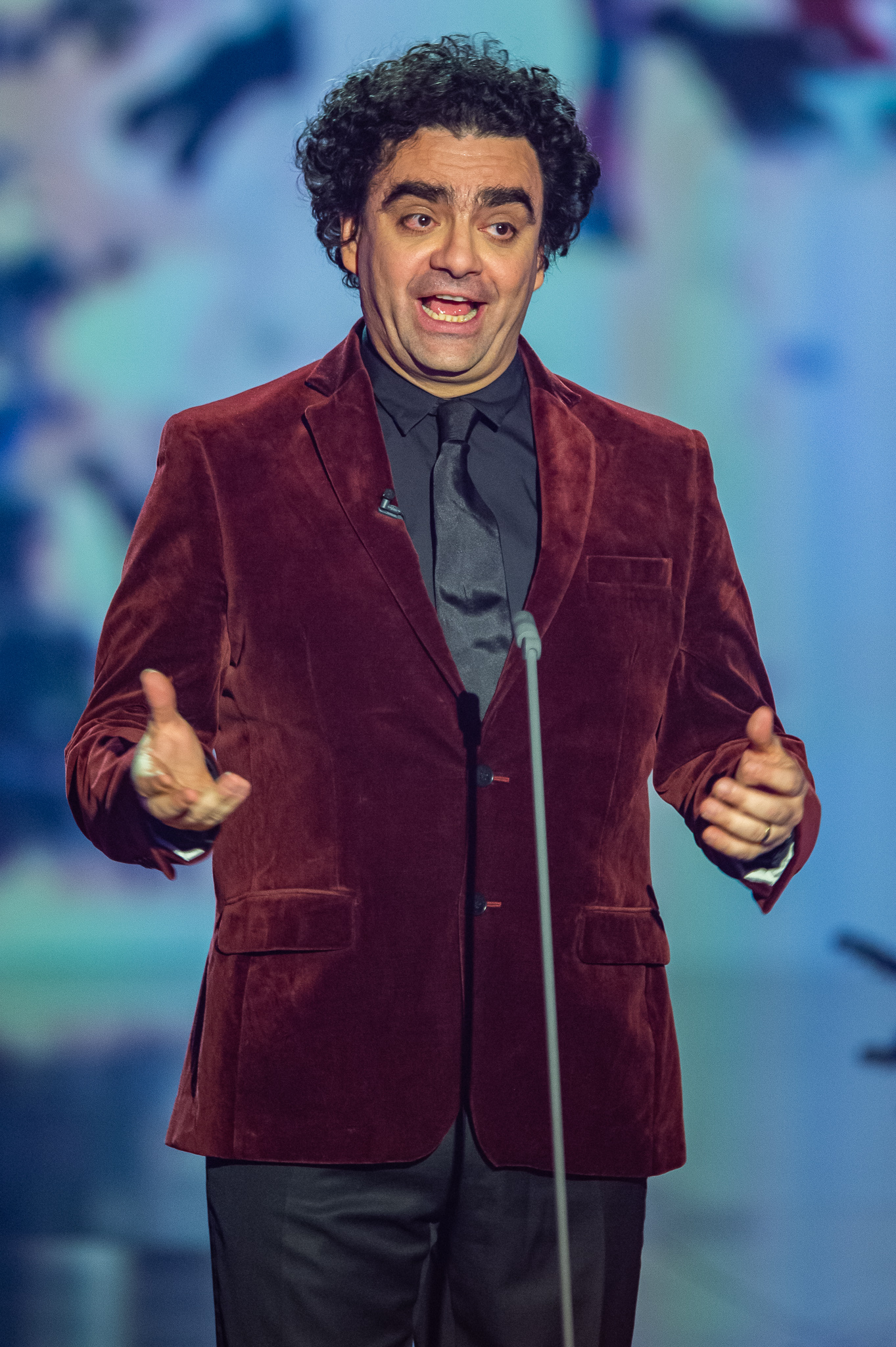
Rolando Villazón (2018)

Rolando Villazón Mauleón (* 22. Februar 1972 in Mexiko-Stadt) ist ein mexikanisch-französischer Opernsänger (Tenor), Regisseur und Schriftsteller mit österreichischen Vorfahren. Im Jahre 2007 erhielt er die französische Staatsbürgerschaft. Besonderes Aufsehen erregte er 2005 mit seiner Rolle als Alfredo Germont an der Seite von Anna Netrebko in einer Aufführung von Giuseppe Verdis La traviata bei den Salzburger Festspielen. Seit 2010 ist Rolando Villazón Mexikos Kulturbotschafter. Zudem wurde der Sänger 2017 zum künstlerischen Leiter der Salzburger Mozartwoche ernannt. 

## Leben

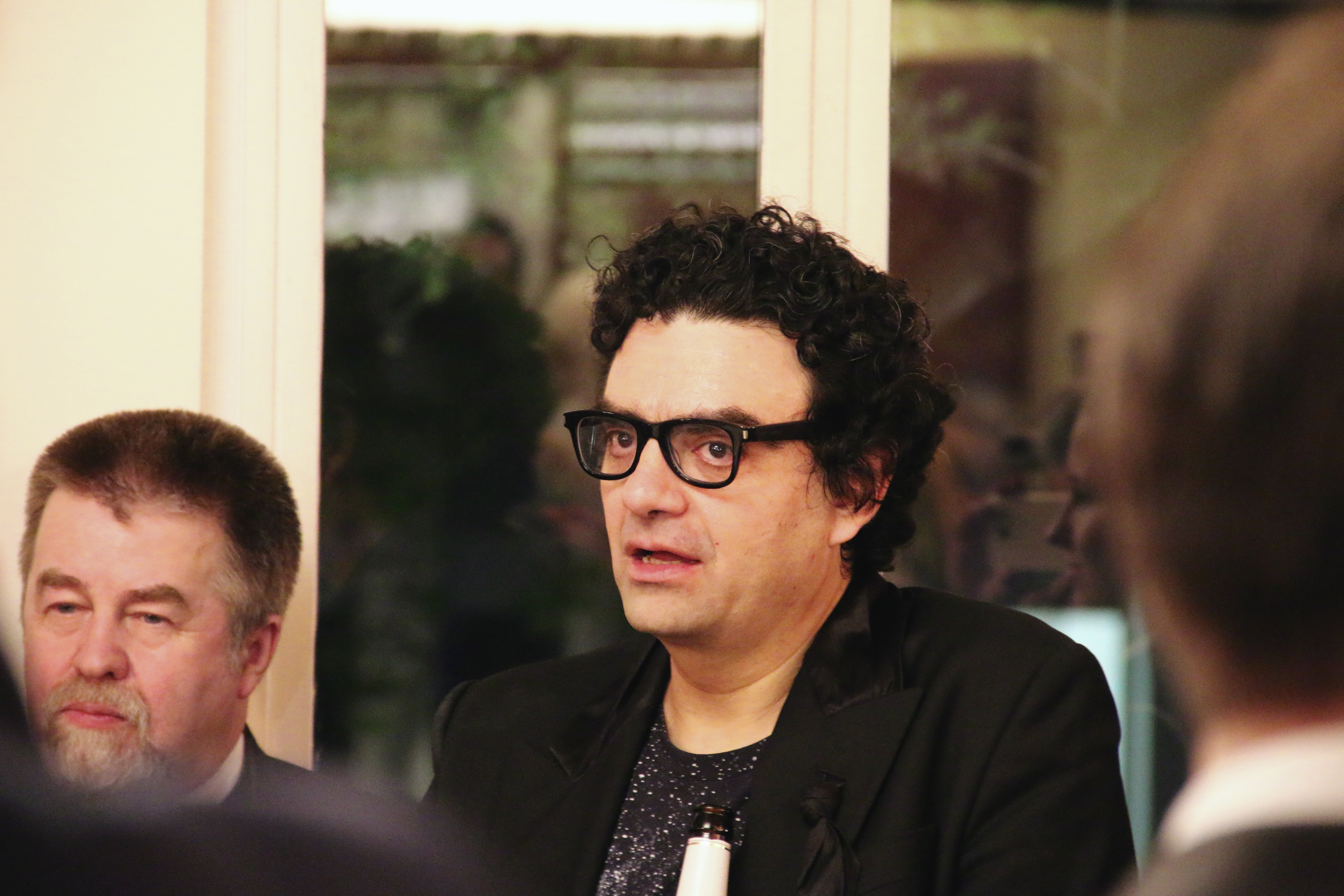
Rolando Villazón (rechts) mit dem Lichtdesigner Davy Cunningham (2017)

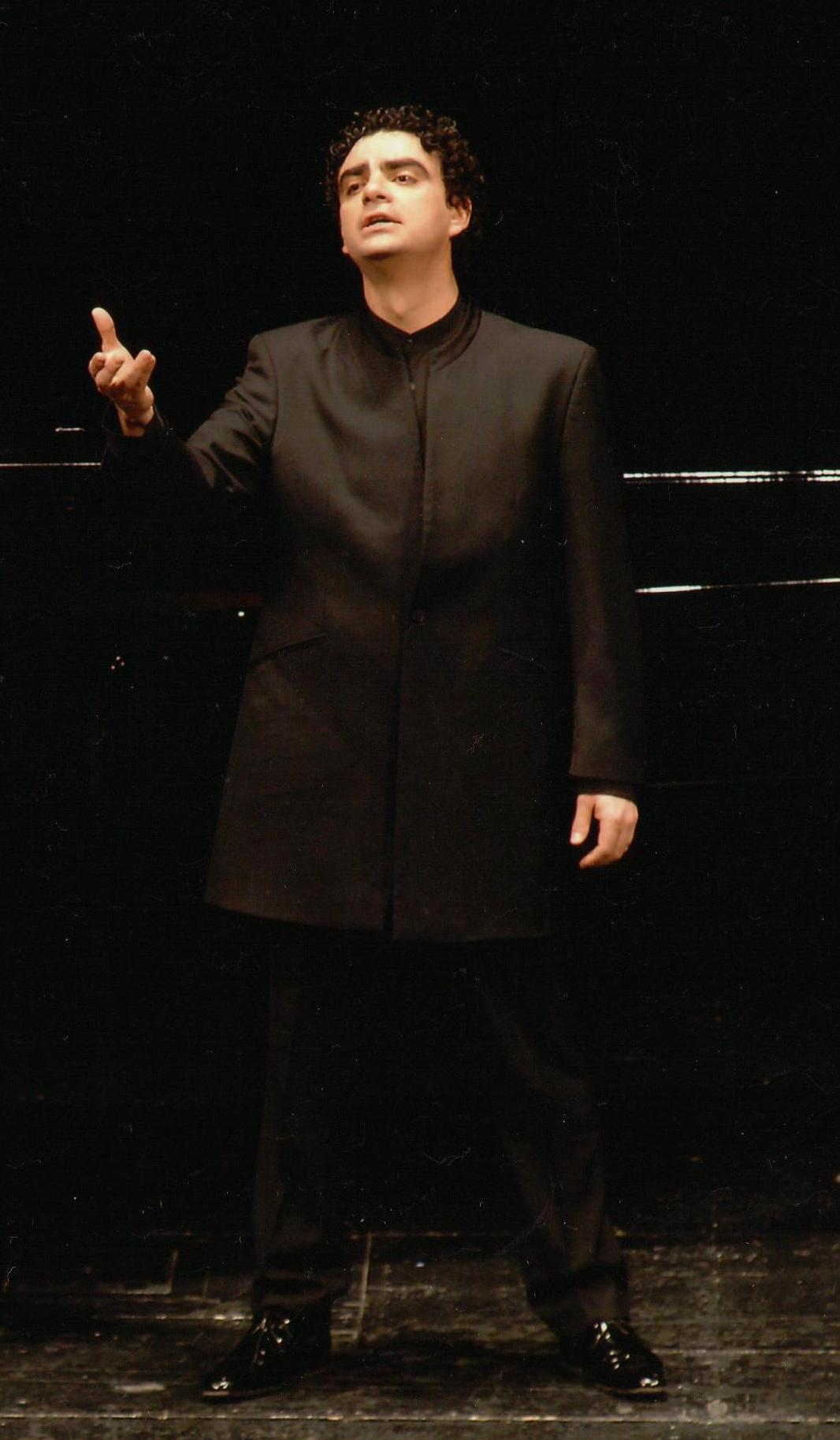
Rolando Villazón (2014)

Rolando Villazón wurde in Mexiko-Stadt geboren. Weil er in seiner Kindheit auf Wunsch seiner aus Österreich stammenden Urgroßmutter das Colegio Alemán Alexander von Humboldt besuchte, spricht er gut Deutsch. Im Alter von elf Jahren ging er an die Academia de Artes Espacios, wo er Unterricht in Musik, Schauspiel, Ballett und Modern Dance nahm.
Der Bariton Arturo Nieto weckte 1990 sein Interesse am Operngesang, und er wurde auch sein erster Gesangslehrer. Villazón setzte seine Gesangsausbildung am nationalen Musikkonservatorium bei Enrique Jaso fort und gewann zwei nationale mexikanische Gesangswettbewerbe. Danach betreute der Bariton Gabriel Mijares den jungen Tenor und brachte ihn auf den Weg zu einer internationalen Karriere.
1998 trat Rolando Villazón dem renommierten Merola Opera Program der San Francisco Opera bei, wo er unter anderem an Meisterklassen von Joan Sutherland teilnahm. Das Young Artists Program der Pittsburgh Opera war die nächste wichtige Station, mit erfolgreichen Auftritten in Vincenzo Bellinis I Capuleti e i Montecchi, Gaetano Donizettis Lucia di Lammermoor und Samuel Barbers Vanessa. 1999 belegte Villazón den zweiten Platz in Plácido Domingos Operalia-Gesangswettbewerb und erhielt den zusätzlich verliehenen Operalia-Preis für Zarzuelas sowie den Operalia-Publikumspreis.
Den Start seiner internationalen Karriere hatte Rolando Villazón 1999 mit seinem Europa-Debüt in Genua als Des Grieux in Jules Massenets Manon, unmittelbar gefolgt von erfolgreichen Auftritten an einigen der großen Opernhäuser der Welt wie unter anderem der Opéra Bastille Paris, der Bayerischen Staatsoper, der Staatsoper Unter den Linden Berlin, der Hamburgischen Staatsoper, der Wiener Staatsoper, dem Teatro dell’Opera di Roma, der New Yorker Met sowie der Los Angeles Opera. Er sang dort Partien wie Rodolfo in Puccinis La Bohème, Alfredo in Verdis La traviata, Roméo in Charles Gounods Roméo et Juliette und Edgardo in Donizettis Lucia di Lammermoor.
Einen großen Erfolg hatte Villazón mit seiner Interpretation des Nemorino an der Seite von Anna Netrebko als Adina in der Oper L’elisir d’amore von Gaetano Donizetti an der Wiener Staatsoper im April 2005. Weltbekannt wurde er jedoch mit seiner leidenschaftlich-feurigen Interpretation des Alfredo in der La Traviata mit Anna Netrebko bei den Salzburger Festspielen im August 2005.
Seit Mitte 2006 musste Rolando Villazón mehrmals aus gesundheitlichen Gründen Auftritte absagen. Am 15. August 2007 gab Villázon bekannt, er wolle sich einige Monate zurückziehen, um wieder zu seiner gewohnten Vitalität zurückzufinden. Im Januar 2008 erfolgte sein Comeback an der Wiener Staatsoper in Werther. Sein großes Comeback plante er aber mit einem Konzert am 27. Juni 2008 vor dem Schloss Schönbrunn in Wien, das er anlässlich des Finales der Fußball-Europameisterschaft 2008 gemeinsam mit Plácido Domingo und Anna Netrebko gab.
Mit Anna Netrebko drehte er unter der Regie von Robert Dornhelm in Wien eine Verfilmung von La Bohème, wobei der Gesang bereits bei einer konzertanten Aufführung 2007 in München aufgezeichnet worden war. Diese wurde ab Oktober 2008 in europäischen Kinos gezeigt und im März 2009 auf DVD veröffentlicht. Im August 2008 trat er erneut bei den Salzburger Festspielen auf, diesmal als Romeo an der Seite von Nino Machaidze in Roméo et Juliette.
Im Oktober 2008 sang Villazón den Lenski in der Berliner Produktion von Eugen Onegin unter der Regie von Achim Freyer. Wenig später wurde er an der Londoner Covent Garden Opera als Dichter Hoffmann in Jacques Offenbachs Oper Hoffmanns Erzählungen euphorisch bejubelt. Im Dezember 2008 kehrte er als Rodolfo in La Boheme an die Wiener Staatsoper zurück.
Ende Januar und Anfang Februar 2009 sang Villazón trotz einer Erkältung neben Anna Netrebko die Rolle des Edgardo in der Serie von Lucia di Lammermoor an der Metropolitan Opera in New York. Diese musste er allerdings nach wenigen Vorstellungen – und nachdem er mit Problemen während einer Aufführung zu kämpfen hatte – dann doch absagen. Im März 2009 zeigte er sich jedoch in Paris als Werther wieder auf der Höhe seiner Kräfte. Im April 2009 sagte Villazón alle weiteren Auftritte für 2009 ab, weil er sich wegen einer Zyste an den Stimmbändern einer Operation unterziehen musste. Im November 2009 teilte er auf seiner Homepage mit, dass er beabsichtige, im Jahr 2010 wieder aufzutreten.
Mitte März 2010 kehrte er auf die Bühne zurück. Im Sommer 2010 gab Villazón mehrere Konzerte in seinem Heimatland und stand drei Wochen für das Roadmovie Mein Mexiko vor der Kamera. Am 2. Oktober 2010 debütierte Villazón erfolgreich an der Mailänder Scala als Nemorino.
Als Opernregisseur debütierte Villazón 2011 an der Opéra de Lyon mit einer Inszenierung von Massenets Werther. Es folgte 2012 Donizettis L’elisir d’amore am Festspielhaus Baden-Baden sowie 2015 Inszenierungen von Donizettis Viva la Mamma an der Volksoper Wien und Puccinis La rondine an der Deutschen Oper Berlin. An der Deutschen Oper am Rhein in Düsseldorf inszenierte er 2017 Donizettis Oper Don Pasquale. 2021 brachte er auch Bellinis La sonnambula am Théâtre des Champs-Élysées auf die Bühne und griff seine Inszenierung des Werkes 2023 auch zu Teilen wieder an der Dresdner Semperoper auf. 
Sein erster Roman Malabares erschien auf Spanisch 2013. Die deutsche Übersetzung Kunststücke erschien 2014.
Seit dem 1. Juli 2017 ist Villazón künstlerischer Leiter der Mozartwoche in Salzburg. Seit dem 1. August 2017 ist er Moderator und Markenbotschafter bei Klassik Radio.
Seit 2019 ist er für die Internationale Stiftung Mozarteum in Salzburg tätig und verantwortete zunächst das Marketing und die Kommunikation an der weltweit führenden Institution zur Bewahrung und Verbreitung des Erbes Wolfgang Amadeus Mozarts. Im Juli 2021 wurde bekannt, dass Villazón die künstlerische Leitung der Stiftung übernimmt. Er trägt damit auch die Gesamtverantwortung für den laufenden Konzertbetrieb und die künstlerischen Aktivitäten.
Villazón ist verheiratet, hat zwei Söhne und lebt in Neuilly-sur-Seine.

## Trivia
- Er hat österreichische Vorfahren mit dem Namen Roth, die nach Mexiko emigrierten.
- Mit elf Jahren wurde sein Gesangstalent vom Direktor einer Kunstakademie entdeckt, der zufällig in der Nachbarswohnung zu Gast war, als Villazón unter der Dusche sang. Daraufhin lud er den jungen Rolando zu einem Vorsingen ein.[1]
- Villazón zeichnet gerne Karikaturen, besonders Selbstporträts; dazu lassen sich auf seiner Homepage zu vielen Produktionen Begleitzeichnungen finden.
- Nach dem Schulabschluss wollte Villazón Priester werden[3] und verbrachte einige Monate in den Bergen in einem Kloster.
- Vor der Gesangskarriere absolvierte Villazón ein Pädagogikstudium. Um es zu finanzieren, arbeitete er fünf Jahre als Lehrer und auch danach war er zunächst als Geschichtslehrer tätig.[7][3]
- Seit 2007 ist Villazón  Botschafter der Hilfsorganisation Rote Nasen Clowndoctors und tritt dort als Dr. Rollo in Krankenhäusern und Pflegeinstitutionen auf.[8][9]
- Am 3. März 2007 ritt er in der Fernsehshow Wetten, dass..? auf einem Rodeo-Stier aus Plastik und sang anschließend mit dem Moderator Thomas Gottschalk im Duett auf Latein das Lied „Der Herr sei mit Euch“.[10] Am 21. März 2009 verlor er in dieser Show seine Wette und musste in der Münchner Olympiahalle das Lied „Mir san die lustigen Holzhackerbuam“ in Begleitung einer Blaskapelle singen und tanzte dazu einen Schuhplattler. Als Zugabe sang er noch einen Jodler.[11]
- In der Rubrik „Bitte sagen Sie jetzt nichts – Interview ohne Worte“ des Magazins der Süddeutschen Zeitung wurde Villazón in Heft 48/2012 porträtiert.[12]
- Rolando Villazón war in den Jahren 2014 und 2015 Juror des Songwriting-Wettbewerbs „Dein Song“ für Kinder und Jugendliche.[13]
- 2016 war er das Gesicht der eprimo-Werbung.
- Rolando Villazón hatte  zwei Gastauftritte in der „Sesamstraße“: Er sang zusammen mit Ernie und Bert eine kindgerechte Version von „O sole mio“ als Eisverkäufer und erklärte zusammen mit Elmo das Wort „Temperament“.
- Am 6. April 2024 nahm er in der 10. Staffel von The Masked Singer Deutschland als erster Prominenter unter der Maske von „Mysterium“ teil, in der Maske steckt erstmals in jeder Folge ein anderer Prominenter.
- Am 21. Juli 2025 wurde ein Asteroid nach ihm benannt: (56170) Rolandovillazón.[14]

## Diskografie
Bis Juni 2007 war er noch bei der Plattenfirma EMI verpflichtet, wechselte danach zur Deutsche Grammophon.

### Alben
| Jahr | Titel                                              | Höchstplatzierung, Gesamtwochen, AuszeichnungChartplatzierungen (Jahr, Titel, Platzierungen, Wochen, Auszeichnungen, Anmerkungen) | Höchstplatzierung, Gesamtwochen, AuszeichnungChartplatzierungen (Jahr, Titel, Platzierungen, Wochen, Auszeichnungen, Anmerkungen) | Höchstplatzierung, Gesamtwochen, AuszeichnungChartplatzierungen (Jahr, Titel, Platzierungen, Wochen, Auszeichnungen, Anmerkungen) | Höchstplatzierung, Gesamtwochen, AuszeichnungChartplatzierungen (Jahr, Titel, Platzierungen, Wochen, Auszeichnungen, Anmerkungen) | Anmerkungen                                                          |
| Jahr | Titel                                              | FR | DE | AT | CH | Anmerkungen                                                          |
| ---- | -------------------------------------------------- | --- | --- | --- | --- | -------------------------------------------------------------------- |
| 2004 | Italian Opera Arias                                | FR70 (5 Wo.)FR | — | AT51 (4 Wo.)AT | — |                                                                      |
| 2005 | Arias                                              | FR82 (10 Wo.)FR | — | — | — |                                                                      |
| 2005 | La traviata                                        | — | DE44 Platin · (3 Wo.)DE | AT8 Platin · (17 Wo.)AT | CH27 (10 Wo.)CH | mit Anna Netrebko                                                    |
| 2005 | Violetta - Arien und Duette aus Verdis La traviata | — | DE14 (35 Wo.)DE | — | — | mit Anna Netrebko                                                    |
| 2006 | Opera Recital                                      | FR79 (12 Wo.)FR | DE62 (3 Wo.)DE | AT30 (5 Wo.)AT | — | mit Michel Plasson                                                   |
| 2007 | Gitano                                             | FR24 (10 Wo.)FR | DE50 (7 Wo.)DE | AT38 (7 Wo.)AT | — | Zarzuela-Arien mit Plácido Domingo                                   |
| 2007 | Duets                                              | FR48 (12 Wo.)FR | DE3 Platin · (35 Wo.)DE | AT4 Platin · (26 Wo.)AT | CH18 (11 Wo.)CH | mit Anna Netrebko                                                    |
| 2007 | Viva Villazón!                                     | — | — | AT63 (2 Wo.)AT | — |                                                                      |
| 2008 | Cielo e mar                                        | FR46 (8 Wo.)FR | DE30 (9 Wo.)DE | AT41 (4 Wo.)AT | CH82 (1 Wo.)CH |                                                                      |
| 2008 | La Boheme                                          | FR182 (1 Wo.)FR | DE36 (3 Wo.)DE | AT42 (3 Wo.)AT | — | mit u. a. Anna Netrebko                                              |
| 2009 | Georg Friedrich Händel – Arias                     | — | DE17 (9 Wo.)DE | AT16 (10 Wo.)AT | — | mit Gabrieli Players & Paul McCreesh                                 |
| 2010 | ¡México!                                           | FR42 (9 Wo.)FR | DE52 (2 Wo.)DE | AT23 (6 Wo.)AT | — | feat. Bolívar Soloists                                               |
| 2010 | Les stars du classique                             | FR195 (1 Wo.)FR | — | — | — |                                                                      |
| 2011 | La strada – Songs From The Movies                  | — | — | AT75 (1 Wo.)AT | — |                                                                      |
| 2012 | Verdi                                              | FR124 (3 Wo.)FR | DE70 (2 Wo.)DE | AT60 (1 Wo.)AT | — |                                                                      |
| 2014 | Mozart: Concert Arias                              | — | — | AT22 (2 Wo.)AT | — | mit London Symphony Orchestra & Antonio Pappano                      |
| 2017 | Duets                                              | — | DE84 (1 Wo.)DE | — | — | mit Ildar Abdrazakov, Yannick Nézet-Séguin & Orchestre Métropolitain |
| 2018 | Feliz navidad                                      | — | DE61 (4 Wo.)DE | AT50 (3 Wo.)AT | — |                                                                      |

Weitere Alben
- 2002: Der Fliegende Holländer (mit Falk Struckmann)
- 2002: Romeo y Julieta (3 CDs)
- 2003: La Vita de Homero
- 2004: Italian Opera Arias
- 2004: Berlioz: La Révolution Grecque (2 CDs)
- 2004: Klassik aus Italien (eine Arie aus Tosca)
- 2005: French Opera Arias
- 2005: Merry Christmas
- 2005: Tristan und Isolde
- 2006: Fußballjahr 2006 – 32 Nationalhymnen (singt mexikanische Nationalhymne)
- 2006: Monteverdi: Combattimento
- 2009: Verdi: Messa da Requiem (Live-Aufnahme, mit Anja Harteros, Sonia Ganassi, René Pape, 2CDs)
- 2010: Tenor (nur in Großbritannien)
- 2012: Don Giovanni (mit u. a. Diana Damrau, Ildebrando D’Arcangelo)
- 2013: Sesamstraße: Ernie & Bert singen mit Stars – Als singender Eisverkäufer
- 2015: Treasures of Bel Canto. Orchestra del Maggio Musicale Fiorentino

### Videoalben
| Jahr | Titel                  | Höchstplatzierung, Gesamtwochen, AuszeichnungChartplatzierungen (Jahr, Titel, Platzierungen, Wochen, Auszeichnungen, Anmerkungen) | Höchstplatzierung, Gesamtwochen, AuszeichnungChartplatzierungen (Jahr, Titel, Platzierungen, Wochen, Auszeichnungen, Anmerkungen) | Höchstplatzierung, Gesamtwochen, AuszeichnungChartplatzierungen (Jahr, Titel, Platzierungen, Wochen, Auszeichnungen, Anmerkungen) | Höchstplatzierung, Gesamtwochen, AuszeichnungChartplatzierungen (Jahr, Titel, Platzierungen, Wochen, Auszeichnungen, Anmerkungen) | Anmerkungen                                                                                 |
| Jahr | Titel                  | FR | DE | AT | CH | Anmerkungen                                                                                 |
| ---- | ---------------------- | --- | --- | --- | --- | ------------------------------------------------------------------------------------------- |
| 2004 | Das Waldbühnen-Konzert | — | DE68 Gold · (7 Wo.)DE | AT— GoldAT | — | aus Berlin; mit Anna Netrebko & Plácido Domingo Platzierung in DE in den Album-Charts       |
| 2008 | Manon                  | — | DE87 (1 Wo.)DE | — | — | mit Anna Netrebko, Alfredo Daza & Christof Fischesser Platzierung in DE in den Album-Charts |

Weitere Videoalben
- 2005: La traviata (AT: Platin)
- 2005: Don Carlos
- 2005: L’elisir d’amore (DE: Platin, AT: Platin)
- 2006: La Bohème (Bregenzer Festspielen 2002)
- 2007: La Traviata (mit Renée Fleming aus der MET)
- 2008: Manon (mit Anna Netrebko, Berlin 2007)
- 2009: Romeo et Juliette (Salzburger Festspiele 2008, mit Nino Machaidze) (2 DVDs)
- 2009: La Boheme (Opernfilm mit Anna Netrebko)

## Romane
- Kunststücke. Roman, aus dem Spanischen von Willi Zurbrüggen, Originaltitel: Malabares, Rowohlt Verlag, Reinbek bei Hamburg 2014, ISBN 978-3-498-07065-6.
- Lebenskünstler. Roman, aus dem Spanischen von Willi Zurbrüggen, Rowohlt, Reinbek bei Hamburg 2017, ISBN 978-3-498-07067-0.
- Amadeus auf dem Fahrrad, aus dem Spanischen von Willi Zurbrüggen, Rowohlt, Hamburg 2020, ISBN 978-3-498-07070-0.

## Dokumentationen
- 2006 Rolando Villazón – ein mexikanischer Traum
- 2010 Rolando Villazón: Mein Mexiko (ein Roadmovie von Peter Schönhofer)

## Filmografie
- 2022: The Magic Flute – Das Vermächtnis der Zauberflöte
- 2024: Die Gesandte des Papstes (Cabrini)
- 2024: The Masked Singer

## Auszeichnungen
- 2017 Berliner Bär (B.Z.-Kulturpreis)

## Belege
1. 1 2  NDR: Rolando Villazón: Multitalent und Opernstar wurde 50 Jahre alt. Abgerufen am 24. September 2022.
2. ↑  Villazón singt bald wieder in Wien, ORF, 8. Oktober 2010.
3. 1 2 3  Frederik Hanssen: "Ich bin doch kein Markenprodukt". Zeit online, 7. März 2015, abgerufen am 12. März 2015.
4. ↑  derStandard.at: Rolando Villazon wird Intendant der Mozartwoche. Artikel vom 26. Juni 2017, abgerufen am 17. August 2017.
5. ↑  Christopher Deppe: Rolando Villazón wird neues Gesicht von Klassik Radio. www.radioszene.de, 30. August 2017, abgerufen am 11. Januar 2018.
6. ↑  Villazón leitet das Mozarteum. Frankfurter Allgemeine Zeitung, 5. Juli 2021, abgerufen am 5. Juli 2021.
7. ↑  Joachim Kronsbein: Klopfzeichen des Schicksals in: Der Spiegel, 11. April 2005, , abgerufen am 21. Dezember 2018
8. ↑  Lorenz Wagner: »Schrei Verdi, schrei Mozart, es tut so gut!« 22. September 2022, abgerufen am 24. September 2022.
9. ↑  Rote Nasen Deutschland: Prominente Helfer. Abgerufen am 24. September 2022 (deutsch).
10. ↑  Ein Hauch von Hollywood bei «Wetten, dass..?» Merkur.de vom 4. März 2007, abgerufen am 24. September 2022.
11. ↑  Verlagsgruppe Hof, Coburg, Suhl Bayreuth: Gottschalk setzt auf Unappetitliches und Kandidaten mit Sixpack: "Wetten, dass..?" aus München ohne wirkliche Highlights - Nordbayerischer Kurier. Abgerufen am 24. September 2022.
12. ↑  Sagen Sie jetzt nichts, Rolando Villazón. 30. November 2012, abgerufen am 24. September 2022.
13. ↑  Wiebke Porombka: Die Jury ist nicht immer das Arschloch in: Zeit online, 19. März 2014, online, abgerufen am 8. April 2014
14. ↑  WGSBN Bulletins Volume 5, #17 vom 21. Juli 2025, S. 21 (PDF; englisch)
15. 1 2  Chartquellen: FR DE AT CH
16. ↑  Auszeichnungen für Musikverkäufe: DE AT

| Personendaten    | Personendaten                    |
| ---------------- | -------------------------------- |
| NAME             | Villazón, Rolando                |
| ALTERNATIVNAMEN  | Villazón Mauleón, Emilio Rolando |
| KURZBESCHREIBUNG | mexikanischer Opernsänger        |
| GEBURTSDATUM     | 22. Februar 1972                 |
| GEBURTSORT       | Mexiko-Stadt                     |